# Pronephrium granulosum
Pronephrium granulosum är en kärrbräkenväxtart som först beskrevs av Karel Presl, och fick sitt nu gällande namn av Holtt. Pronephrium granulosum ingår i släktet Pronephrium och familjen Thelypteridaceae. Inga underarter finns listade.